# Muras
Muras er en by og kommune i det nordvestlige Spanien i provinsen Lugo. Den har et indbyggertal på 600 (2024) indbyggere.